# Slavko Blagojević
Slavko Blagojević (Otok, 21 marzo 1987) è un calciatore croato, centrocampista dell'Istria 1961.

## Carriera
Il 2 febbraio 2015 viene acquistato a titolo definitivo per 230.000 euro dalla squadra croata del RNK Spalato.